# Liniile nuchale
Liniile nuchale sunt trei perechi de elevații liniare numite respectiv linia nuchală supremă (Linea nuchae suprema), linia nuchală superioară (Linea nuchae superior) și linia nuchală inferioară (Linea nuchae inferior) aflate pe fața exocraniană a solzului osului occipital, și pe care se inserează mușchi.